# Hans Unger (Grafiker)
Hans Ernest Unger (* 8. August 1915 in Prenzlau; † 1975 in London) war ein deutsch-britischer Grafikdesigner, Plakat- und Mosaikkünstler.

## Leben
Hans Unger war ein Sohn des Rechtsanwalts Herrmann Unger und der Margaret Gimkiewicz, er hatte zwei Schwestern. Unger besuchte die Schule in Berlin und machte 1933 das Abitur. Er studierte 1934 bis 1935 Plakatkunst bei Jupp Wiertz in Berlin. Als Jude emigrierte er 1936 nach Südafrika und arbeitete als Werbegrafiker in Kapstadt. Im Zweiten Weltkrieg wurde er Soldat der Südafrikanischen Armee und wurde in Ostafrika, Ägypten und Libyen eingesetzt. Er geriet in Deutsche Kriegsgefangenschaft und war 1943/44 in Italien inhaftiert. Er entfloh aus dem Kriegsgefangenenlager und schlug sich nach England durch.
Ab 1945 arbeitete er wieder als Grafiker in Südafrika. 1948 übersiedelte er nach London und erhielt die britische Staatsbürgerschaft. Er arbeitete als erfolgreicher Plakatdesigner u. a. für London Transport Board und General Post Office.

## Werke

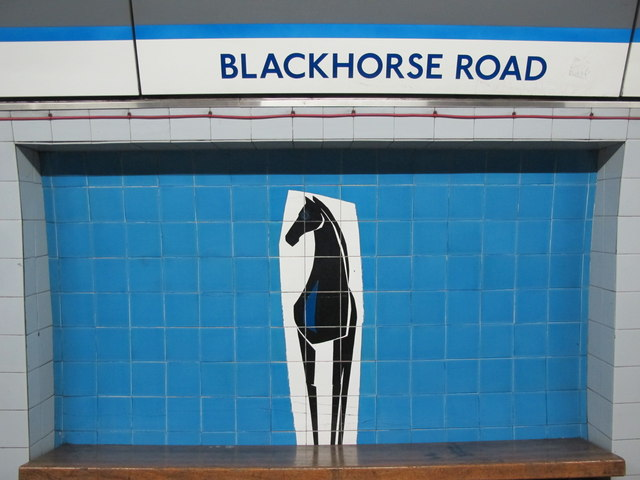
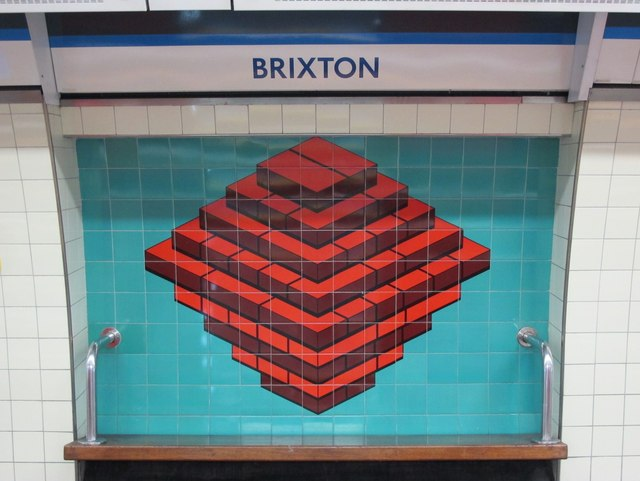
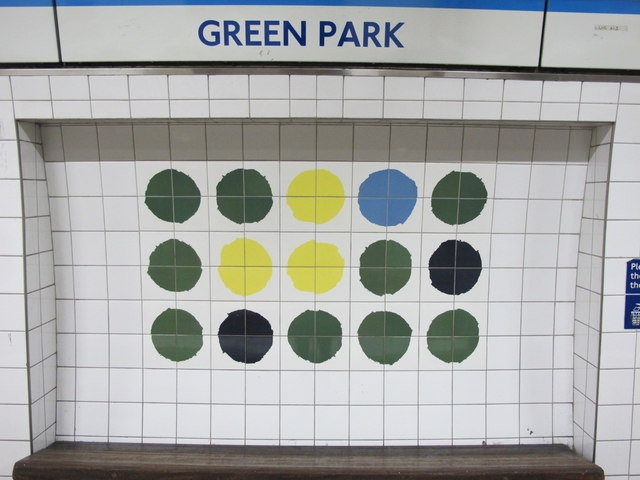
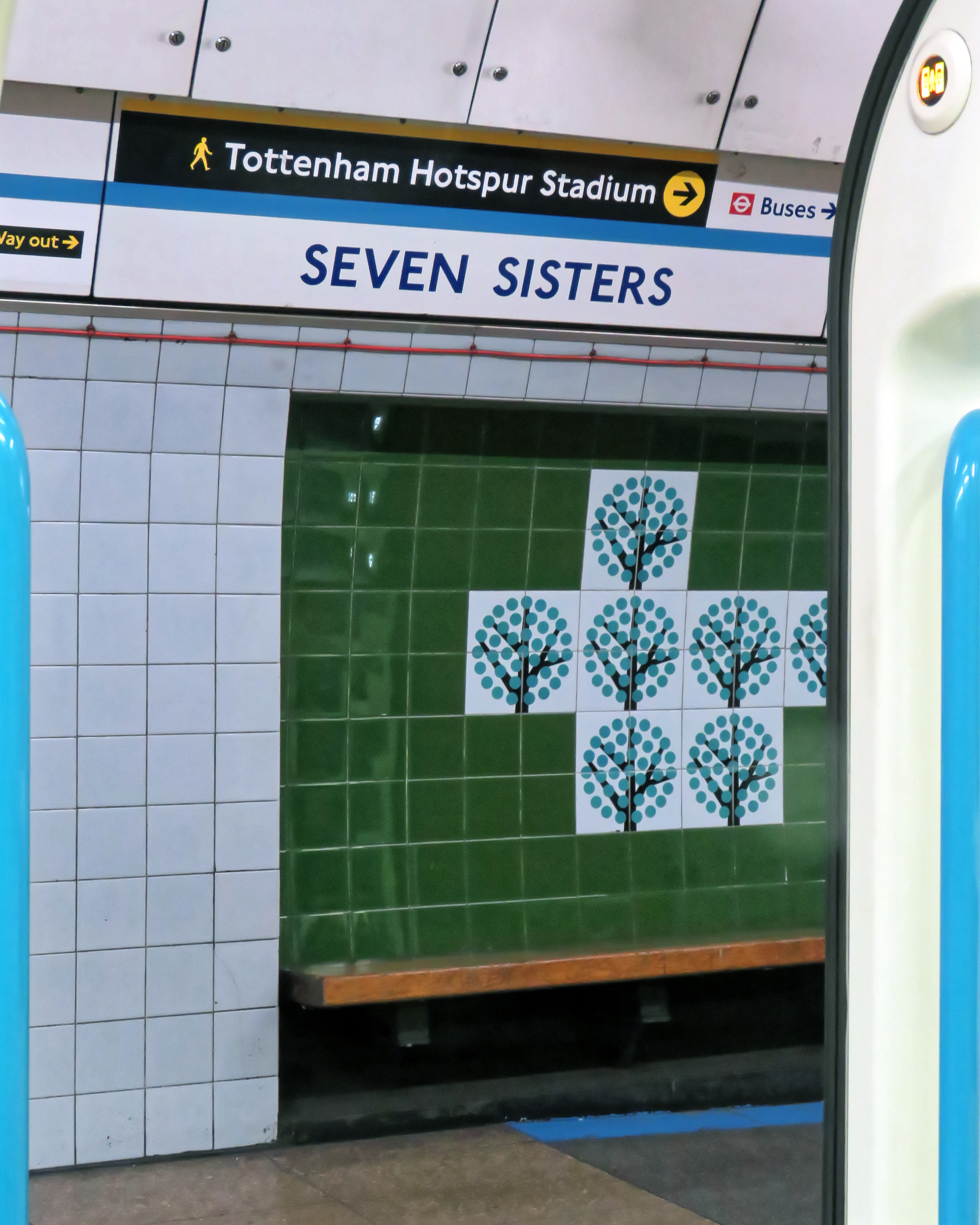

Werke von Hans Unger befinden sich u. a. im London Transport Museum, Victoria and Albert Museum, als Wandkacheln in mehreren U-Bahnhöfen der Victoria Line und im Museum für Kunst und Gewerbe Hamburg.